# Star Storage
Star Storage este un furnizor global de tehnologie din România, infiintat in anul 2000, specializat în furnizarea de soluții digitale de afaceri bazate pe platforme software de gestionare și automatizare a conținutului nestructurat și servicii cloud pentru organizațiile publice și private de top..
Folosind inteligența artificială și o abordare de tip low-code compania deține un portofoliu de platforme software proprii, precum si o expertiză solidă în industriile de vârf (banci, asigurari, energie, productie).
Firma a fost înființată în anul 1999
și a fost deținută pana in anul 2014 de asociații Cătălin Păunescu - 70% și Liviu Goșa - 30%.
Printre clienții companiei se numără Agenția de Cadastru și Publicitate Imobiliară, cu care compania a câștigat în octombrie 2009 un contract de 6 milioane euro cu pentru furnizarea de servicii de conversie a 1,7 milioane de cărți funciare într-o bază de date textuală și arhivă digitală.
În anul 2014, Axxess Capital, managerul de investiții al fondului Emerging Europe Accession Fund (EEAF) a investit in companie.
In decembrie 2022, Cătălin Păunescu, fondator si CEO al companiei a ajuns la un acord definitiv cu Emerging Europe Accession Fund (EEAF), pentru a prelua integral acțiunile deținute de EEAF, devenind astfel acționar unic al Star Storage.
Cifra de afaceri:
- 2008: 14,3 milioane euro [5]
- 2010: 20 milioane euro [2]
- 2011: 15 milioane euro [7]
- 2012: 22 milioane euro [4]

## Produse
Compania produse o serie de aplicatii software proprii pe care le comercializeaza atat in Romania cat si si international:
- StarCapture: Suita de produse software destinate rezolvarii nevoilor de conversie a datelor din format fizic (in special hartie) catre un format electronic (fisiere imagine, PDF/A, date in baze de date). Suita a avut o prima versiune in 2004 fiind dezvoltata si in prezent, ajungand in 2013 la versiunea 5 Arhivat în 2 noiembrie 2013, la Wayback Machine..
- Star Documentum Connector for HCP: Produsul asigura legatura dintre produsul EMC Documentum si Hitachi Content Platform (HCP), permitand platformei de Enterprise Content Management stocarea datelor in echipamentul produs de Hitachi Data Systems (HDS).
- Star Alfresco Connector for HCP: Produsul asigura legatura dintre produsul Alfresco si Hitachi Content Platform (HCP), permitand platformei produse de Alfresco stocarea datelor in echipamentul produs de Hitachi Data Systems (HDS).
- SEAL: Produsul este destinat solutionarii nevoilor de gestiune a arhivelor electronice, conform reglementarilor interne fiecarei organizatii si inclusiv conform reglementarilor normative din Romania (Legea 135/2007). SEAL (Secure Electronic Archive Library) este un sistem integrat de gestiune a arhivelor electronice, fie in conformitate cu standardele impuse de legislatia in vigoare (Legea 135/2007) sau cu bunele practici in domeniu.

Funcționalități cheie
- Mecanisme facile si configurabile de navigare si regasire a informatiilor

- Cautare simpla sau avansata, atat in metadate cat si in continut

- Operatii de baza pe documentele arhivate, cu pastrarea istoricului

- Managementul dinamic al modelului de date

- Mecanisme de securitate avansate

- Managementul nomenclatorului arhivistic si al politicilor de retentie

- Procese avansate de administrare a arhivelor electronice

- Rapoarte si statistici